# مار جادویی
مار جادویی (انگلیسی: The Magic Serpent) یک فیلم کایجو محصول ۱۹۶۶ به کارگردانی تتسویا یامانوچی و تولید و توزیع شده توسط شرکت توئی است.